# Tennistoernooi van Sopot
Het tennistoernooi van Sopot was een jaarlijks terugkerend toernooi dat werd gespeeld op de gravelbanen van de Sopocki Klub Tenisowy in de Poolse badplaats Sopot. De officiële naam van het toernooi was Prokom Open.
Het toernooi bestond uit twee delen:
- WTA-toernooi van Sopot, het toernooi voor de vrouwen, gehouden van 1998 tot en met 2004
- ATP-toernooi van Sopot, het toernooi voor de mannen, gehouden van 2001 tot en met 2007

ATP-toernooi van Sopot‎ – WTA-toernooi van Sopot

2001 · 
2002 · 
2003 · 
2004